# Don't Cry (Asia)
Don't Cry è un singolo del supergruppo rock inglese Asia, pubblicato nel 1983 ed estratto dal secondo album in studio Alpha.

## Tracce
7" Singolo (USA)
1. Don't Cry – 3:37
2. Daylight – 3:53

7" Singolo (UK)
1. Don't Cry – 3:25
2. True Colors – 3:53

12" Singolo (UK)
1. Don't Cry – 3:25
2. Daylight – 3:31
3. True Colors – 3:53

## Formazione
- John Wetton – voce, basso
- Geoff Downes – tastiera, cori
- Steve Howe – chitarra
- Carl Palmer – batteria

## Classifiche
| Classifica (1983)             | Posizione massima |
| ----------------------------- | ----------------- |
| Canada                        | 10                |
| Germania                      | 54                |
| Irlanda                       | 23                |
| Italia                        | 22                |
| Regno Unito                   | 33                |
| Stati Uniti                   | 10                |
| Stati Uniti (mainstream rock) | 1                 |